# Cupressina plumaeformis
Cupressina plumaeformis là một loài Rêu trong họ Hypnaceae. Loài này được (Wilson) Müll. Hal. mô tả khoa học đầu tiên năm 1898.